# Fontenay-sur-Conie

Fontenay-sur-Conie este o comună în departamentul Eure-et-Loir, Franța. În 1 ianuarie 2022 avea o populație de 149 de locuitori.